# Veranda's Willems-Crelan/2017
Deze pagina geeft een overzicht van de Veranda's Willems-Crelan-wielerploeg in  2017.

## Seizoen 2017

### Transfers
| Inkomend          | Team 2016                   | Uitgaand          | Team 2017               |
| ----------------- | --------------------------- | ----------------- | ----------------------- |
| Gaetan Bille      | Wanty-Groupe Gobert         | Joeri Calleeuw    | Roubaix Lille Métropole |
| Stijn Devolder    | Trek-Segafredo              | Tim De Troyer     |                         |
| Huub Duyn         | Roompot-Oranje Peloton      | Brecht Dhaene     | Pauwels-Vastgoedservice |
| Stan Godrie       | Rabobank Development Team   | Jan Ghyselinck    | gestopt                 |
| Michael Goolaerts | Neo                         | Gianni Vermeersch |                         |
| Jappe Jaspers     | Neo                         | Jari Verstraeten  |                         |
| Tim Merlier       | Crelan-Vastgoedservice      |                   |                         |
| Wout van Aert     | Crelan-Vastgoedservice      |                   |                         |
| Otto Vergaerde    | Topsport Vlaanderen-Baloise |                   |                         |

### Renners
| Naam                 | Geboortedatum | Nationaliteit | Ploeg 2016                     |
| -------------------- | ------------- | ------------- | ------------------------------ |
| Gaetan Bille         | 06-04-1988    | België        | Wanty-Groupe Gobert            |
| Sander Cordeel       | 07-11-1987    | België        |                                |
| Dries De Bondt       | 04-07-1991    | België        |                                |
| Stijn Devolder       | 29-08-1979    | België        | Trek-Segafredo                 |
| Huub Duyn            | 01-09-1984    | Nederland     | Roompot-Oranje Peloton         |
| Timothy Dupont       | 01-11-1987    | België        |                                |
| Stan Godrie          | 09-01-1993    | Nederland     | Rabobank Development Team      |
| Michael Goolaerts    | 24-07-1994    | België        | Neo                            |
| Jappe Jaspers        | 01-09-1998    | België        | Neo                            |
| Aidis Kruopis        | 26-10-1986    | Litouwen      |                                |
| Tim Merlier          | 30-10-1992    | België        | Crelan-Vastgoedservice         |
| Christophe Premont   | 22-11-1989    | België        |                                |
| David Tanner         | 30-09-1984    | Australië     | IAM Cycling                    |
| Elias Van Breussegem | 10-04-1992    | België        |                                |
| Stef Van Zummeren    | 20-12-1991    | België        |                                |
| Wout van Aert        | 15-09-1994    | België        | Crelan-Vastgoedservice         |
| Otto Vergaerde       | 15-07-1994    | België        | Topsport Vlaanderen-Baloise    |
| Stagiairs            |               |               |                                |
| Arjen Livyns         | 01-09-1994    | België        | Pauwels Sauzen-Vastgoedservice |
| Lennert Teugels      | 09-04-1993    | België        | ?                              |

## Overwinningen
| Wedstrijd              | Datum      | Categorie | Winnaar        |
| ---------------------- | ---------- | --------- | -------------- |
| Ronde van Limburg      | 11-06-2017 | 1.1       | Wout van Aert  |
| Elfstedenronde         | 18-06-2017 | 1.1       | Wout van Aert  |
| Grand Prix Pino Cerami | 19-07-2017 | 1.1       | Wout van Aert  |
| Rad am Ring            | 30-07-2017 | 1.1       | Huub Duyn      |
| GP Jef Scherens        | 20-08-2017 | 1.1       | Timothy Dupont |